# Asterophora
Asterophora Ditmar (grzybolubka) – rodzaj grzybów z rodziny kępkowcowatych (Lyophyllaceae).

## Systematyka i nazewnictwo
Pozycja w klasyfikacji według Index Fungorum: Lyophyllaceae, Agaricales, Agaricomycetidae, Agaricomycetes, Agaricomycotina, Basidiomycota, Fungi.
Polską nazwę podał Władysław Wojewoda w 1999 r., wcześniej rodzaj ten miał nazwę nicniczka (podaną przez F. Błońskiego).
Synonimy naukowe: Asterotrichum Bonord., Nyctalis Fr.
Gatunki występujące w Polsce:
- Asterophora lycoperdoides (Bull.) Ditmar 1809 – grzybolubka purchawkowata
- Asterophora parasitica (Bull.) Singer 1951 – grzybolubka lepka

Wykaz gatunków na podstawie Index Fungorum. Nazwy polskie według Władysława Wojewody.